# Nord (dipartimento)
Il Nord è un dipartimento della regione Alta Francia.
È il più popoloso dei dipartimenti del Paese con circa 2,5 milioni d'abitanti, e prende il nome dalla sua posizione geografica, essendo il più settentrionale della Francia.

## Storia
Il Nord fa parte del gruppo dei primi 83 dipartimenti creati dalla ristrutturazione amministrativa rivoluzionaria del 4 marzo 1790.
Il nuovo dipartimento ricalcava quasi del tutto i vecchi confini della provincia delle Fiandre. Occupata dai Romani, divenne un punto nevralgico per le comunicazioni tra la Gallia (Gallia Belgica) e la valle del Reno. Con la caduta dell'Impero, rimase una zona di confine tra Gallo-romani e Germani. Con l'arrivo dei Sassoni tra il V e l'VIII secolo, questo confine etnico si spostò più a sud. Sebbene in misura minore, grazie anche all'intensa opera di francesizzazione dell'area, è possibile vedere questo confine, specialmente nell'Arrondissement di Dunkerque. Attualmente il dialetto fiammingo è compreso da circa 20 000 persone.

## Geografia fisica
Confina con i dipartimenti dell'Aisne a sud, della Somme a sud-ovest e del Passo di Calais a ovest. A nord-ovest è bagnato dallo Stretto di Dover. A nord-est confina con il Belgio (province delle Fiandre Occidentali e dell'Hainaut). Oltre il francese, vi è parlato anche l'olandese.
Le principali città, oltre al capoluogo Lilla, sono Avesnes-sur-Helpe, Cambrai, Douai, Dunkerque, Valenciennes, Armentières, Denain, Maubeuge, Hazebrouck e Fourmies.
I principali fiumi sono:
- l'Yser
- il Lys
- la Schelda
- la Sambre.